# Persicaria madagascariensis
Persicaria madagascariensis là một loài thực vật có hoa trong họ Rau răm. Loài này được (Meisn.) S.Ortiz & Paiva miêu tả khoa học đầu tiên năm 1999.